# 格瑞利·豪斯
侯國基（英語：Gregory House，1959年6月11日出生）是美國醫務電視連續劇《怪醫豪斯》（House）的虛構角色，為該劇的主角，由曉·萊利飾演。
他是一個醫學天才，擔普林斯頓綜合醫院的診斷醫學部主任，專攻腎臟病與傳染病，右腿的血管瘤使豪斯失去部分肌肉，必須倚賴柺杖行走，常需依賴止痛藥等來解除疼痛，怪里怪氣的豪斯醫生對自己的醫療觀念異於常人，跳脫傳統思考與不受拘束，討厭臨床診斷治療，為的是避免聽信病人的謊言，憑著獨特作風成功治癒病人並贏得同業尊敬。抽絲剝繭的方式診斷疑難雜症，堪稱醫界的福爾摩斯 。
格瑞利·豪斯被TVOverMind.com連續十年挑選為頂尖電視人物。 《娛樂周刊》報導過去20年內最偉大的人物清單中，格瑞利·豪斯為第84名。 於2011年，他是社交媒體網站Facebook上最廣泛討論的虛構人物。

## 背景
格瑞利·豪斯出生於1959年6月11日，曾就读于顶尖的霍普金斯大學医学院，但被揭发作弊而被开除，后转学到密歇根大學。
他右腿曾因梗塞而生了一顆動脈瘤，但其餘醫生卻並未能及時診斷出來，導致他右腿一大片肌肉組織死亡。最後他因不便於行，必須依賴一根拐杖來行走。另外，侯醫生經常需要忍受肌肉疼痛，需要依賴止痛藥「維可汀」來緩解疼痛。
也許是因為要忍受身體的疼痛，他討厭面對人群、討厭繁文縟節、對病人沒有耐性，有時顯得很自閉。面對命在旦夕的病患，必須與時間賽跑的豪斯醫生會使出所有手段以查出病因，有時會派團隊成員到病人家中搜尋線索，或是不斷嘗試各種療法，觀察病人的反應。豪斯醫生獨特的醫療方式，常常造成爭議，但他常常在最不可思議的狀況下救人一命。
豪斯醫生常常心情不佳，如果可以選擇，他寧願不跟病人講話，他有時很粗魯，即使對病人也毫不客氣，但他是一個天才，他另類的思考和準確的直覺讓他能診斷出最離奇的病症，並且拯救病人。

## 剧中发展
格里高利·豪斯出生于1959年5月15日，父母分别为约翰·豪斯（罗纳德·李·艾尔米饰演）和布莱丝·豪斯（Diane Baker饰演）。豪斯称得上是个“军事小子”，其父是个海军陆战队队员，豪斯小时候常随他辗转于各个军事基地间。也许是这样的经历让豪斯乐于学习各国语言，他在西班牙语、葡萄牙语、日语、印地语及中文（普通话）上具有一定的水平。当父亲在埃及驻扎时，豪斯开始对及探宝着了迷，以至于成年后还完整保留了当年的探宝工具。而在日本，14岁的豪斯与朋友经历的一场攀岩事故让他找到了今后的使命：一名部落民医生解决了一个让人束手无策的病例，豪斯感受到了作为一名医生受到的尊敬。他还在菲律宾待了一段时间，期间接受了一次牙科手术。
豪斯喜爱她的母亲，却对这位“名义上”的父亲十分憎恶，称他为“道德洁癖狂”。豪斯一直极力疏远他的父母。有一次，豪斯提到当年其父母将他扔给了他有虐待倾向的奶奶的事。不过不久后他就承认了当年虐待他的其实是自己的父亲。因为这次虐待，豪斯从此怀疑约翰·豪斯不是自己的生父。第五季《胎记》中，豪斯通过比对自己和约翰·豪斯的DNA确定了他的“父亲”并非自己的生物学意义上的父亲。第八季《盲目的爱》中，豪斯将疑似自己生父的托马斯·贝尔（Thomas Bell）的DNA再次与自己的做了比对，可惜仍然不符，至此豪斯的生父为何成了悬案。
豪斯是在约翰·霍普金斯大学完成了本科学历并进入医学院学习。在就选择医学专业前，他考虑过攻读物理学博士学位，投身暗物质研究。他最终进入约翰·霍普金斯大学医学院，成为其中的优等生，并很有希望进入梅奥诊所实习。好景不长，一名叫菲利普·韦伯（Philip Weber）的学生揭发了他作弊的事，使其随后被学校除名并丧失了实习机会。在申诉期间，豪斯在密歇根大学医学院继续他的学业，并在一家书店打工。在此期间，他在一番“毫无保留地满足了对方”的云雨后结识了丽莎·卡迪（Lisa Edelstein饰演）——他未来的上司兼情人。申诉程序结束后，约翰·霍普金斯大学最终还是拒绝豪斯重返校园。在新奥尔良的一次学术会议期间，豪斯遇见了他未来的死党詹姆斯·威尔逊医生（Robert Sean Leonard饰演）。当时的威尔逊还没有走出第一次婚姻破裂的阴影，因为酒吧中有人没完没了地点播《Leave a Tender Moment Alone》，他在酒吧中砸了面镜子并挑起了一场斗殴。豪斯赔偿了损失，将他保了出来，请律师消除案底（虽然律师给搞砸了）。从此以后，他们之间建立了专业及友情上的亲密关系。豪斯最终成为了传染病学及肾内科学的权威专家。
剧集开始前十年的一天，豪斯在一场“律师对医师”的真人CS游戏中被史黛西·华纳（Stacy Warner，Sela Ward饰演）——一名宪事律师射中，由此结识并发展了一段关系。五年后，豪斯的右腿在一场高尔夫比赛中突发梗塞，在误诊三天后才被他自己确诊。他大腿上的一个动脉瘤血栓形成，栓塞股四头肌并造成坏死。豪斯选择了冒着发生器官衰竭及心脏停搏的风险接受坏死区的搭桥手术以挽救下肢的血液循环，并甘愿忍受术后的剧痛，只为能保住这条腿的功能。
尽管如此，当他接受麻醉诱导昏迷后，史黛西以他代理人的身份做出了违背意愿的决定：在截肢及搭桥间选择了折衷且安全些的术式——仅切除了坏死肌肉。手术的结果是豪斯的腿部功能收到了部分损失，术后虽然仍然伴随剧痛，但也减轻不少。豪斯始终没能原谅史黛西的决定，导致最终他俩的婚姻破裂。日后豪斯受大腿上阵痛疼痛的折磨并依赖拐杖行走，频繁服用维柯丁（Vicodin）缓解疼痛。豪斯为此精神崩溃后，他通过精神科医生的帮助戒除了药瘾。史黛西·华纳首次在剧集（第一季）中露面时，她已经和一名高中辅导员马克·华纳再婚，尽管在之后一季中他们之间又擦出了一点暧昧的火花，豪斯最终还是让史黛西回到她现任身边，让她对豪斯彻底死了心。
第三季初，豪斯因为受枪伤接受氯胺酮治疗，一度重拾了行走能力。但是，豪斯腿上的剧痛还是再次袭来，他再次拾起了止痛药和拐杖。其他医生猜测他的这一行为是源于他的心理倾向问题。
某日，豪斯接诊了警探迈克尔·特里特（Michael Tritter），麦克发现了豪斯服用维柯丁镇痛的事，并认为此事与他的粗鲁放肆有关。麦克认为医生应该在用药问题上更加谨慎，他决定采取法律手段，通过展开对豪斯滥用药物嫌疑的调查迫使其戒除药瘾。麦克不择手段地获取信息，随着调查的深入，卡迪、威尔逊及豪斯的诊断小组成员逐渐受到牵连。豪斯为了保住行医执照不得不停药，但腿上的剧痛让他铤而走险，从威尔逊手上一名刚去世的癌症病患那窃取了羟可酮（Oxycodone）。这给了麦克把豪斯送上法庭的充分理由。预审听证会上，法官认为豪斯的行为没有社会危害性，他的镇痛手段也没有麦克所声称的那么过分。事实上，是卡迪伪造的证据及作出的伪证才把豪斯保住。
在第五季，豪斯一度尝试通过服用美沙酮解除痛苦，却因此造成医疗差错差点造成患者死亡。在本季终，豪斯服用的维柯丁剂量之高使他产生了幻觉，内容有关他之前的一名已经去世求职者及和卡迪的一段关系。豪斯最终发现是维柯丁让他进入幻境并侵蚀他的生命，不得不在威尔逊的陪伴下走进了梅亚非尔德精神病院。第六季起，豪斯在精神病院经过了三个月时间的治疗，经过达瑞尔·诺兰医生的帮助（Darryl Nolan），他开始寻求不依赖药物的镇痛手段，并在其他方面改善自己的生活。“13号”和威尔逊发现豪斯开始研究厨艺并有所建树，会利用化学知识来考虑食物的配方。
豪斯最终找到了一个能帮他赶走疼痛的方法：重拾医学事业。豪斯通过网络悄悄帮助他的小组诊断了一位患者，诺兰医生发现这能减轻他的疼痛，建议他重拾他的专业，并帮助他取回了行医执照。
卡迪在第七季中成为了豪斯的女友，一度与死亡擦肩而过，害怕失去她的豪斯再次嗑上了维柯丁。在本季最后，豪斯发现他偷偷服用的实验性药物在白老鼠体内引发了致命的肿瘤，并通过CT扫描在他自己的腿部皮下发现了三个肿瘤。回家后，豪斯将他的浴室打扫干净，尝试在鱼缸里给自己手术取出肿瘤。
第八季中，豪斯因为把车撞进卡迪的家里而进了监狱。监狱里的牢头以死威胁要求豪斯上缴20粒维柯丁，这戳中了他的软肋。整个第八季中，豪斯变得更加似无忌惮地滥用维柯丁。
最终季一开始探讨了豪斯怎样被监禁并脱离医学实践的，揭示了物理学是他的第二兴趣。在《肉体与灵魂》一集他当时的妻子多米尼卡·佩卓娃（Dominika Petrova，Karolina Wydra饰演）发现他的一本关于高能物理的课本披露了这一点。豪斯在本季中因为恶作剧毁了一台MRI扫描仪导致他将被送回监狱，在本季结束时豪斯选择了诈死来暂时逃避惩罚，也断送了他的行医生涯，只为了能陪威尔逊度过生命中最后的五个月。整部剧作随着豪斯与威尔逊骑着摩托车的身影消失在乡间小道中结束，罗伯特·蔡斯（Robert Chase ，Jesse Spencer饰演）接手了豪斯的诊断科。

## 性格
他經常說：「每個人都在說謊，我們不接觸他們，他們就沒法說謊！」
但這種厭世的態度始於他的傷勢之後，故被柯蒂指出應歸因於他的腿傷。
他常被描述為自大的，居高臨下，和自戀的。但他也不吝對病人展現短暫的同情和慰問。例如他違反了醫院的協議，以拯救危重病人的生命，並經常採用刑事手段入室盜竊（通過使用他的團隊），以調查可能的環境疾病。
且雖然他對於唯一的朋友—腫瘤學家詹姆斯·威爾遜多是持以欺負的態度，儘管如此，豪斯仍會在最難堪的時候陪伴朋友（如威爾遜的離婚）。

## 德國醫生宣稱得助於虛構人物豪斯的啟發救人
德國醫生將一個成功的鈷中毒診斷案例，歸功於格瑞利·豪斯，該文發表於同行評審醫學期刊《刺胳針》。 

## 人際關係
雖然豪斯有許多同事，雇主，情人跟熟人，但其實主要往來只有六個人。這主要是因為豪斯的個性，極有可能是刻意疏遠那些誰想要更了解他的人。以下這六個人是少數可忽視豪斯的抵抗，並認為豪斯是值得被拯救、甚至珍惜的。

## 與另一名怪醫——間黑男的趣聞
日本在2010年為了宣傳第四季的DVD，讓其客串手塚治虫的作表作——怪醫黑傑克製作廣告（所用的動畫是1993年的OVA版本）。以二人先瞧不起對方，後來識英雄重英雄作結。在此之前，香港配音員陳欣剛好就為兩位獨特的醫生配上粵語。

## 資料來源
1. ↑  s.04e.08
2. ↑  . . 第2季. 第24集. 2006-05-23. According to his listed social security number (295-13-7865) on the hospital identification bracelet. House's full name is listed on his chart when he reviews it in his hospital bed.
3. ↑  It has been previously given as December 21 or sometime during the late fall or early winter in "The Socratic Method".
4. ↑  s.04e.04
5. ↑  .   [2013-09-13]. （原始内容存档于2020-10-29）.
6. ↑  .   [2013-09-04]. （原始内容存档于2014-12-21）.
7. ↑  .   [2013-09-02]. （原始内容存档于2021-03-25）.
8. ↑  .   [2014-03-25]. （原始内容存档于2016-12-13）.
9. ↑  .   [2011-07-02]. （原始内容存档于2021-01-02）.

## 外部連結
- Gregory House at the TV IV
- Gregory House at House Wiki
- 互联网电影数据库上Gregory House的资料
- Dr. House Doctor Ratings （页面存档备份，存于）